# 中山竜一
中山 竜一（なかやま りゅういち、1964年 - ）は、日本の法学者（法理学・法思想史）。大阪大学大学院法学研究科教授。田中成明門下。

## 略歴
- 1964年 - 大阪府に生まれる
- 1987年 - 京都大学法学部卒業
- 1989年 - 同大学院法学研究科基礎法学専攻修士課程修了、ロンドン大学経済政治学院（London School of Economics and Political Science）修士課程修了（LL.M.）
- 1991年 - 京都大学大学院法学研究科基礎法学専攻博士後期課程中退、同法学部助手
- 1993年 - 近畿大学法学部専任講師
- 1996年 - 同助教授
- 2001年 - 大阪大学大学院法学研究科助教授
- 2004年 - 同教授

## 所属学会
- 日本法哲学会
- 法哲学・社会哲学国際学会連合（IVR）
- 日本法社会学会

## 著作

### 単著
- 『二十世紀の法思想』(岩波書店，2000年)
- 『ヒューマニティーズ法学』(岩波書店，2009年)

### 共著
- （田中成明編）『現代理論法学入門』(法律文化社，1993年)
- （岩村正彦・碓井光明・江橋崇・落合誠一・鎌田薫・来生新・小早川光郎・菅野和夫・高橋和之・田中成明・中山信弘・西田典之・最上敏樹編）『現代法学の思想と方法〔岩波講座現代の法第15巻〕』(岩波書店，1997年)
- （平井亮輔（編）・若松良樹・服部高宏・那須耕介・植木一幹・玉木秀敏・高井裕之)『正義―現代社会の公共哲学を求めて―』（嵯峨野書院，2004年）
- （飯田隆・伊藤邦武・井上達夫・川本隆史・熊野純彦・篠原資明・清水哲郎・末木文美士・中岡成文・中畑正志・野家啓一・村田純一編）『社会/公共性の哲学〔岩波講座哲学第10巻〕』(岩波書店，2009年)
- （橘木俊詔・長谷部恭男・今田高俊・益永茂樹編）『リスク学入門1 リスク学とは何か』(岩波書店，初版2007年，新装増補2013年)
- （宇佐美誠・濱真一郎編）『ドゥオーキン 法哲学と政治哲学』(勁草書房，2011年)

### 翻訳
- ジョン・ロールズ『万民の法』(岩波書店，2006年)

### 共訳
- （橋本祐子・松島裕一）レイモンド・ワックス『法哲学』(岩波書店，2011年)

## 論文
- 「法理論における言語論的転回─「法と言語」研究序説（一）（二・完）」，(『法学論叢』129巻5号・130巻2号，1991年01月)
- 「法のレトリックと言説分析─P・グッドリッチの枠組を中心に」(『法的思考の研究』，1993年03月)
- 「法における言説分析の可能性」(『法社会学』第45号，1993年10月)
- 「標準と正義」(『人文學報』76号，1995年03月)
- 「「保険社会」の誕生─フーコー的視座から見た福祉国家と社会的正義」(法哲学年報1994『市場の法哲学』，1995年10月)
- 「「保険社会」における不法行為法─不法行為法から私保険・社会保障への重心の移動に関する思想史的考察」(近畿大学法学42巻1号，1995年11月)
- （阿部昌樹・波多野敏）「基礎法ガイダンス」(法学セミナー別冊法学入門1999，1999年04月)
- 「戦後「近代化」論と法理論─認識論的観点から」(法哲学年報1998『知的資源としての戦後法哲学』，1999年10月)
- 「1999年度学会回顧：法哲学」(『法律時報』71巻13号，1999年12月)
- 「二十世紀法理学的範式転換」(『外国法訳評』，2000年03月)
- 「法律学的思考と哲学的思考」(『法学セミナー』545号，2000年04月)
- 「2000年度学会回顧：法哲学」(『法律時報』72巻13号，2000年12月)
- 「言語と当為─法哲学と法社会学の境界」(法社会学57号『法─その実践的基盤』，2002年10月)
- 「宗教は民衆の阿片か」(『書斎の窓』No. 529，2003年11月)
- 「リスク社会における法と自己決定」(『現代法の展望』，2004年05月)
- 「高齢社会の法と政治」(「平成17-19年度科学研究費補助金基盤研究B『高齢社会の法理論に関する総合研究』研究成果報告書」，2008年03月)
- 「人権」(『岩波社会思想事典』171-177頁，2008年03月)
- 「予防原則と憲法の政治学」(『法の理論』27号 日本国憲法をめぐる基本問題，2008年08月)
- 「特集コメントへの応答」(『法の理論』28号 今、日本を考える，2009年10月)
- 「リスク社会と法：論点の整理と展望」(法哲学年報2009『リスク社会と法』，2010年11月)
- 「「ハート=フラー論争」を読み直す─N・レイシーによる思想史的発掘から」(『法の理論』30号　記念特集：21世紀の法・社会・国家，2011年11月)
- 「「正義」を語ることの難しさ──「サンデル現象」から考える」，(『文明と哲学』第4号141-153頁，2012年06月)
- 「福島原子力発電所事故と道具主義的法文化」(『後繼受時代的東亞法文化──第八屆東亞法哲學研討會論文集』420頁- 430頁，2012年12月)
- 「損害賠償と予防原則の法哲学──福島原子力発電所事故をめぐって」(『現代法の変容』263-283頁，2013年02月)
- 「科学的不確実性と法──福島原発事故から何を学ぶか」(『法律時報』第6回基礎法学総合シンポジウム 「巨大自然災害・原発災害と法―基礎法学の視点から―」（2012年7月7日、日本学術会議講堂）85-89頁，2013年02月)

## 役職
- 日本法哲学会理事（平成13年11月より）
- 法哲学・社会哲学国際学会連合（IVR）日本支部事務局長（平成13年11月より平成17年11月まで）